# Zielgenauigkeit
Als Zielgenauigkeit wird die Fähigkeit bezeichnet, ein Objekt oder eine Visur möglichst nahe an ein vorher klar definiertes (Ziel-)Objekt heranzubringen.
Bei Schusswaffen definiert sich die Zielgenauigkeit über die Diskrepanz zwischen der Zielmarke im Visierbild und der tatsächlichen Trefferlage des eingeschlagenen Geschosses. Das Visierbild entsteht freiäugig über Kimme und Korn oder durch Anvisieren mittels Zielfernrohr. 
Die Zielgenauigkeit kann durch eine Reihe von (teils einfachen) technischen und nichttechnischen Maßnahmen gesteigert werden:
- bestmögliches Wissen um Waffe, exaktes Kaliber und Geschosse
- Erfahrung, zügiges Anzielen bei ruhigem Atmen
- Stabilisieren des Projektils durch gezogene Läufe
- Verwendung bestmöglicher Ladungskomponenten
- Schützentraining (mental, physisch und waffenbezogen) mit und ohne Waffe.

Der Idealfall wäre, wenn Visierlinie, Laufseele und Trefferlage eine Einheit bilden würden. Dies wird jedoch durch äußere Umstände wie die durch die Gravitation gebogene Schussbahn, Wettereinflüsse (Wind, Regen) oder Zielfehler bei gleißendem oder schwindendem  Licht
verhindert. 
Bei Bombenabwürfen aus der Luft wurde bzw. wird die Zielgenauigkeit maßgeblich beeinflusst durch die Sichtverhältnisse, durch die Anflughöhe, durch die verwendeten Waffen und die Erfahrung der Abwerfenden. Heute dominieren Lenkwaffen, Präzisionsgelenkte Munition und Marschflugkörper.

## Manuelles Zielen
Auch unter idealen Bedingungen gelingt es nicht, Hände und Arme vollständig ruhig zu halten. Sie zittern mit einer Amplitude von ungefähr 0,5° und einer Frequenz um 10 Hz. Der erste Wert hat unmittelbar einen Einfluss auf die Treffergenauigkeit einer Handfeuerwaffe. Bei Schüssen aus 10 m Entfernung liegt der  Streukreisradius bei 10 cm.
Der zweite Wert spielt in der Fotografie eine wichtige Rolle. Er bestimmt, mit welcher Belichtungszeit und Vergrößerung Bilder verwacklungsfrei abgebildet werden.

## Sonstiges
Der Butt Report war ein im August 1941 vorgelegter militärischer Bericht über die Wirksamkeit britischer Luftangriffe während des Zweiten Weltkrieges. Der Bericht zeigte große Schwächen in der Zielgenauigkeit britischer Bomberverbände auf und wurde dem britischen Kabinett unter Winston Churchill vorgelegt.  Dies trug zum Beschluss der Briten bei, Flächenbombardements auf deutsche Städte zu machen (Area Bombing Directive vom 14. Februar 1942). 